# Kreesha Turner
Kreesha Turner (Edmonton, 10 giugno 1985) è una cantante canadese.

## Biografia
Nata da padre canadese con origini scozzesi e da madre giamaicana con antenati africani e cinesi, Kreesha Turner è cresciuta tra il Canada e la Giamaica.
Nel 2005 ha vinto un concorso lanciato dalla radio locale The Bounce che le ha permesso di registrare quattro brani in uno studio di Vancouver con dei produttori professionisti. Qui è stata notata da Chris Smith, il talent scout dietro al successo di nomi come Nelly Furtado, Fefe Dobson e Tamia, che l'ha messa sotto contratto.
Uno dei brani registrati in questa prima sessione in studio, Bounce with Me, è stato pubblicato nel 2007 come singolo di debutto dell'artista e ha raggiunto il 53º posto nella Billboard Canadian Hot 100. Più fortunato è stato singolo successivo, Don't Call Me Baby, scritto da Anjulie, che si è piazzato 8º in classifica e ha ottenuto un disco di platino per le oltre 80 000 copie vendute a livello nazionale. I due singoli hanno anticipato l'uscita ad agosto 2008 dell'album di debutto di Kreesha Turner, intitolato Passion, che ha raggiunto l'11ª posizione nella classifica settimanale degli album più venduti in Canada. Il successo del disco le ha fruttato un Canadian Radio Music Award come Migliore artista esordiente.
Nel 2011 ha pubblicato il suo secondo album, Tropic Electric, anticipato dal singolo Rock Paper Scissors, che ha ottenuto un successo minore rispetto al disco precedente. Nel corso del 2013 ha registrato un terzo album intitolato Evolution Inevitable, ma il progetto non è mai stato pubblicato. La cantante ha annunciato il suo ritiro dal mondo della musica il 6 febbraio 2018 per concentrarsi sulla sua carriera di attrice e modella.

## Discografia

### Album in studio
- 2008 – Passion
- 2011 – Tropic Electric

### Mixtape
- 2015 – The Body: Part 1

### Singoli
- 2007 – Bounce with Me
- 2008 – Don't Call Me Baby
- 2008 – Lady Killer
- 2009 – Passion
- 2010 – Dust in Gravity
- 2011 – Rock Paper Scissors
- 2011 – I Could Stay
- 2012 – Love Again
- 2012 – Keep Running the Melody
- 2014 – MJ
- 2015 – Sexy Gal (feat. T.O.K.)
- 2017 – Where the Love Goes (con Kconeil)